# Бабиле (заповедник)
Слоновий заповедник Бабиле — охраняемая природная территория и заповедник дикой природы в восточной Эфиопии. Расположен в вореде Бабиле в Восточном Харарге региона Оромия. Находится в 560 км к востоку от Аддис-Абебы и в 40 км к югу от Харэра.

## Дикая природа

### Фауна
Слоновий заповедник Бабиле является домом для 36 видов млекопитающих, в том числе для местных подвидов саванных слонов (Loxodonta africana oleansie), обитающих в западных районах заповедника, с численностью не менее 200—300 зарегистрированных особей. Другие млекопитающие, обитающие в заповеднике, включают такие виды как гамадрил, Madoqua guentheri, обыкновенный редунка, Madoqua saltiana, Tragelaphus sylvaticus, сомалийская газель, обыкновенный бородавочник, большой куду и малый куду. Хищники, такие как лев, африканский леопард, пятнистая гиена, полосатая гиена, Genetta fieldiana, Ichneumia albicauda, карликовый мангуст и чепрачный шакал, регулярно наблюдаются в заповеднике. В этих местах обитания распространены более мелкие млекопитающие, такие как капский даман, прыгунчиковые, галаговые, подковоносые, абиссинский заяц, рыжая земляная белка и голый землекоп.